# Morehead (Kentucky)
Morehead é uma cidade localizada no estado americano de Kentucky, no Condado de Rowan.

## Demografia
Segundo o censo americano de 2000, a sua população era de 5914 habitantes.
Em 2006, foi estimada uma população de 7578, um aumento de 1664 (28.1%).

## Geografia
De acordo com o United States Census Bureau tem uma área de
24,0 km², dos quais 23,9 km² cobertos por terra e 0,1 km² cobertos por água. Morehead localiza-se a aproximadamente 232 m acima do nível do mar.

## Localidades na vizinhança
O diagrama seguinte representa as localidades num raio de 32 km ao redor de Morehead.